# فلسفه سیاسی ایمانوئل کانت
فلسفهٔ سیاسی ایمانوئل کانت (۱۸۰۴-۱۷۲۴) فلسفه‌ای سیاسی است، که دارای رهیافت جمهوری‌خواهی کلاسیک است. کانت در کتابِ صلح پایدار: یک طرح فلسفی (۱۷۹۵) فهرستی از شرایطی را ارائه می‌دهد که به باور او برای خاتمه دادن به جنگ و ساختن صلحی همیشگی ضرورت دارد. این شرایط جهانی متشکل از دولت‌های جمهوری مشروطه است که توسط اجتماع سیاسی تأسیس شده‌اند. نظریهٔ جمهوری‌خواهی کلاسیک او در آموزهٔ حق (۱۷۹۷) بسط داده شده که بخش نخست از کتاب متافیزیک اخلاق است. فلسفهٔ سیاسی کانت در انتهای سدهٔ بیستم در کشورهای انگلیسی‌زبان نوزایی قابل توجهی را گذراند، به گونه‌ای که در عرض چند سال مطالعاتی بر روی آن انجام شد که در طول چندین دههٔ قبل بی‌سابقه بود.

## نمای کلی
سهم اصلی کانت در فلسفهٔ سیاسی و فلسفهٔ حقوق به آموزهٔ حاکمیت قانون (به آلمانی: Rechtsstaat) مربوط است. بر اساس این آموزه، قدرت دولت به منظور حفظ شهروندان از اعمال خودسرانهٔ اقتدار محدودیت دارد. حاکمیت قانون مفهومی در اندیشهٔ حقوقی اروپای قاره‌ای است که در اصل از فلسفهٔ حقوق آلمانی وام گرفته شده‌است که می‌تواند به «دولت قانونی» یا «دولت حقوقی» نیز ترجمه‌شود. در این دولت مشروطه که اغلب با مفهوم آنگلو-آمریکایی حاکمیت قانون در پیوند است، اعمال قدرت حکومتی به وسیلهٔ قانون محدود می شود. فلسفهٔ سیاسی کانت به واسطهٔ فرض کردن محدودیت دولت بر اساس قرارداد اجتماعی به عنوان مسئله‌ای مقرراتی، فلسفه‌ای لیبرال توصیف می‌شود.
شهروندان در حاکمیت قانون به صورت وسیعی در آزادی‌های مدنی پایه‌ای سهیم می‌شوند و می‌توانند از دادگاه‌ها استفاده کنند. یک کشور نمی‌تواند لیبرال دموکراتیک به شمار بیاید بدون آنکه نخست حاکمیت قانون در آن مستقر شود. نویسندگان آلمانی معمولاً تئوری‌های ایمانوئل کانت را در آغاز شرح‌شان از جنبش رسیدن به حاکمیت قانون قرار می‌دهند. پس از آنکه قانون اساسی ایالات متحده و فرانسه در اواخر سدهٔ هجدهم به تصویب رسید، «حاکمیت قانون» در معنای «دولت مبتنی بر قانون اساسی» در آثار متأخر ایمانوئل کانت مطرح شد. رهیافت کانت بر برتری قانون اساسی مکتوب کشوری مبتنی است. این برتری می‌باید ضمانتی برای ایدهٔ اصلی او ایجاد کند: یک حیات توأم با صلح پایدار به عنوان وضعیت پایه‌ای برای سعادت مردم‌اش و رفاه آن‌ها. کانت دکترین خود را بر اساس مشروطیت و حکومت قانون بنیاد نهاد. او بنابراین مسئلهٔ اصلی مشروطیت را به صورت «تأسیس یک دولت در نهایت بر اساس اخلاقیات شهروندانش مبتنی است که آن نیز به نوبهٔ خود بر خوب بودن این تأسیس استوار است». ایدهٔ کانت بنیاد تئوری‌های قانون اساسی در سدهٔ بیستم بوده‌است.
مفهوم حاکمیت قانون مبتنی بر ایده‌هایی است که توسط ایمانوئل کانت کشف شده‌اند، برای مثال در بنیاد مابعدالطبیعه اخلاق می‌گوید: «وظیفهٔ تأسیس یک حیات صلح‌آمیز پایدار و عالم‌گیر تنها بخشی از تئوری حقوق در درون چارچوب خرد ناب نیست، بلکه به‌صورت فی‌نفسه هدفی مطلق و غایی محسوب می‌شود. یک دولت برای رسیدن به این هدف می‌باید اجتماعی از شمار زیادی از مردم باشد که حق مالکیت‌شان با تضمین‌های قانونی و توسط یک قانون اساسی مشترک محافظت می‌شود. برتری این قانون اساسی ... باید به صورت پیشینی از ملاحظاتی دربارهٔ دست‌یابی به ایدئال مطلق در منصفانه‌ترین و بی‌طرفانه‌ترین سازمان از زندگی مردم تحت حفاظت حقوق عمومی مشتق شود». مفهوم حاکمیت قانون در زمینهٔ آلمانی در کتاب روبرت فون مول با عنوان «علم پلیس آلمان بر اساس اصول دولت مبتنی بر قانون اساسی» (۱۸۳۴-۱۸۳۲) ظاهر شد، که در مخالفت با حکومت پلیسی آریستوکراتیک قرار گرفت.
کانت با دموکراسی -که در آن دوره به معنای دموکراسی مستقیم بود- مخالف بود و باور داشت که حکومت اکثریت آزادی فردی را تهدید می‌کند. او می‌گفت: «درست این است که بگوییم دموکراسی ضرورتاً خودکامگی است، چراکه قدرتی اجرایی را تأسیس می‌کند که در آن «همه» برای و حتی علیه کسی که موافق نیست تصمیم می‌گیرند؛ به عبارت دیگر «همه»ای که کاملاً هم همه نیستند تصمیم می‌گیرند و این تناقض ارادهٔ عمومی با خودش و با آزادی است». او نیز همانند بیشتر نویسندگان آن زمان سه فرم از حکومت را تمیز می‌داد: دموکراسی، آریستوکراسی و پادشاهی، و حکومت‌های ترکیبی که ایدئال‌ترین فرم حکومتی بودند.
جنبهٔ متمایز فلسفهٔ سیاسی کانت این عقیدهٔ اوست که دانشگاه می‌بایست مدلی از کشمکش خلاقانه باشد: نقش فیلسوف در دانشگاه می‌بایست پاسبانی دانشکده‌های بالاتر باشد که در روزگار کانت الهیات، حقوق و پزشکی بودند. فیلسوف باید یقین حاصل کند که تدریس آن‌ها با اصول خرد مطابقت می‌کند، به همین ترتیب هدف صلح همیشگی در جامعه تنها زمانی می‌تواند به دست بیاید که حاکمان با فیلسوفان به صورت منظم در مشورت باشند.